# Santeuil (Val-d'Oise)
Santeuil é uma comuna francesa na região administrativa da Ilha de França, no departamento do Vale do Oise. Estende-se por uma área de 5.34 km². Em 2010 a comuna tinha 671 habitantes (densidade: 125,7 hab./km²).